# Sula Benet
Sula Benet, nota anche come Sara Benetowa (Varsavia, 1903 – 12 novembre 1982), è stata un'antropologa polacca.

## Biografia
Nasce a Varsavia, frequenta la facoltà di Lettere e Filosofia all'Università di Varsavia, dove conosce lo studente di legge Samuel Benet, che poi diverrà suo marito. Si laurea in antropologia nel 1935. In seguito frequenta la scuola di specializzazione alla Columbia University, dove nel 1944 riceve il dottorato. Successivamente pubblica diversi libri, collaborando come ricercatrice con la stessa Columbia University, oltre ad insegnare in diverse università.
Durante la II guerra mondiale diventa consulente per il Dipartimento di Stato dell'Europa orientale. Negli anni settanta iniziò degli studi in Unione Sovietica, in seguito ai quali pubblicò il libro How to live to be 100. Dei suoi libri e delle sue ricerche parlano anche molti quotidiani (tra cui il New York Times), riviste e libri. Inoltre i suoi studi sono ancora oggi ricordati anche in libri italiani.
Muore il 12 novembre 1982 non completando il suo ultimo progetto.

## Ricerche
Gli scritti di Sula Benet, hanno acquisito, in tempi moderni, un certo credito, per le sue interpretazioni relative a ad una pianta conosciuta con il nome Kaneh-bosm o kneh-bosm (in ebraico קְנֵה-בֹשֶׂם), menzionata nel Vecchio Testamento, e per come si relaziona all'uso religioso. La Kaneh-bosm è citata due volte nell'Antico Testamento: come elemento facente parte dell'olio della sacra unzione, utilizzato nel tempio e considerata dal re Giacomo come Calamo. Attraverso l'etimologia comparativa, l'analisi di testi antichi, tra cui la lingua ebraica pre-semitica, si giunse alla conclusione che la parola-Kaneh bosm, si riferisce in realtà alla Cannabis, utilizzata in antichi riti religiosi ebraici, come medicina e sacramento rituale. Il lavoro della Benet è una dimostrazione che il consumo di questa sostanza ha storia lunga e culturalmente importante, e che la criminalizzazione e demonizzazione della cannabis è solo una recente invenzione.
Mentre le conclusioni della Benet riguardanti l'uso psicoattivo della cannabis nella storia, non sono universalmente riconosciute tra gli studiosi ebraici, non vi è accordo generale che non sia stata usata nelle fonti talmudiche per riferirsi a fibre di canapa. La canapa, storicamente, era considerata un bene di vitale di primaria importanza, prima dell'introduzione della comune biancheria.
Per merito delle sue ricerche, si è dimostrato che la cannabis appare negli antichi testi ebraici scritti con le lettere ebraiche: קְנֵה - בֹשֶׂם "Kaf, Nun, He, Bet, Shīn, Mem", che, translitterato con il nostro alfabeto viene scritto come Aneh-bosm, Kaneh- bosm o Kineboisin. Il Libro dell'Esodo registra l'evento di Mosè mentre riceve le istruzioni per la fabbricazione e la distribuzione della canapa con cui arricchire l'olio santo.
Allora il Signore disse a Mosè: "Prendi le spezie seguenti  : 500 shekel di mirra liquida, metà profumato di cannella, 250 sicli di Qaneh-bosm, 500 sicli di Cassia - tutto secondo il siclo del santuario - e un posteriori di olio d'oliva. Effettuare queste operazioni assieme all'olio sacro dell'unzione "(Esodo 30: 22-33). L'errore di traduzione è stato ripetuto nel Cantico dei Cantici 4:14, Isaia 43:24, Geremia 6:20, ed Ezechiele 27:19. , dove 'Kaneh / bosm Kaneh vennero tradotti con canna di calamo' aromatico, dolce e fragrante.
Nel 1980 la Hebrew University di Israele ha confermato l'interpretazione di Sula Benet sul Kaneh bosm (kineboisin) come fiori di canapa.
Tuttavia le parole 'Bosm Kaneh' non sono menzionate nella versione inglese della Bibbia, la King James Version, o nella nuova versione internazionale. Questo perché i traduttori dalla lingua originale hanno stabilito che le parole "Bosm Kaneh" dovessero essere fare riferimento al "Calamus" e altre piante, la cui fonetica era simile.

## Pubblicazioni
- Tracing One Word Through Different Languages, 1936 (ristampato nel 1967 da The Book of Grass)
- Carl Withers e Benet, Riddles of many lands, Abelard-Schuman, 1956, pp. 160
- Festive recipes and festival menus, Abelard-Schuman, 1957, pp. 196
- Early Diffusion and Folk Uses of Hemp. 1967
- Abkhasians: the long-living people of the Caucasus, Holt McDougal, 1974, pp. 112
- How to live to be 100: the life-style of the people of the Caucasus, Dial Press, 1976, pp. 201
- Song, Dance, and Customs of Peasant Poland, AMS Press, 1979, pp. 247